# 高天賜
高天賜（葡萄牙語：José Maria Pereira Coutinho，1957年7月22日—），澳門土生葡人，現任澳門特別行政區立法議員，職業為全職議員，退休公務員以及葡萄牙在澳門事務服務。

## 生平

### 政治生涯
1996年首度參選澳門立法會，2005年澳門立法會選舉的直選議席中，以第五高選票成功進入議會行列。2009年、2013年、2017年及2021年成功連任。
2013年3月28日，高天賜提出剔除領養權的《同性民事結合》法案，表示將把同性結合合法化，這或許使得澳門成為亞洲第一個認可民事結合的地區，但議案以17票反對、3票棄權、1票贊成而遭到否決。唯一投贊成票的提案人高天賜表示，提出法案是要填補澳門法律中只有異性伴侶才可結合的空白。
2015年，以我們，公民！名單循葡僑界別參選葡萄牙议会但落敗，惟仍引發「雙重效忠」的爭議（澳門基本法並未有就主席以外的立法會議員國籍進行規定），最後在2016年修訂的《立法會選舉法》中加入不得兼任外國公職的規定了事。

## 外部連結
- 高天賜的Facebook專頁
- YouTube上的高天賜頻道